# Jan Fryderyk Sapieha
Ne doit pas être confondu avec Jan Fryderyk Sapieha (1618-1664).
Pour les articles homonymes, voir Jan Sapieha et Sapieha.
Jan Fryderyk Sapieha (né le 18 octobre 1680, mort le 6 juillet 1751), (lituanien : Jonas Frederikas Sapiega), prince de la famille Sapieha, grand greffier de Lituanie (1706-1709), castellan de Trakai (1716), grand chancelier de Lituanie (1735).

## Biographie

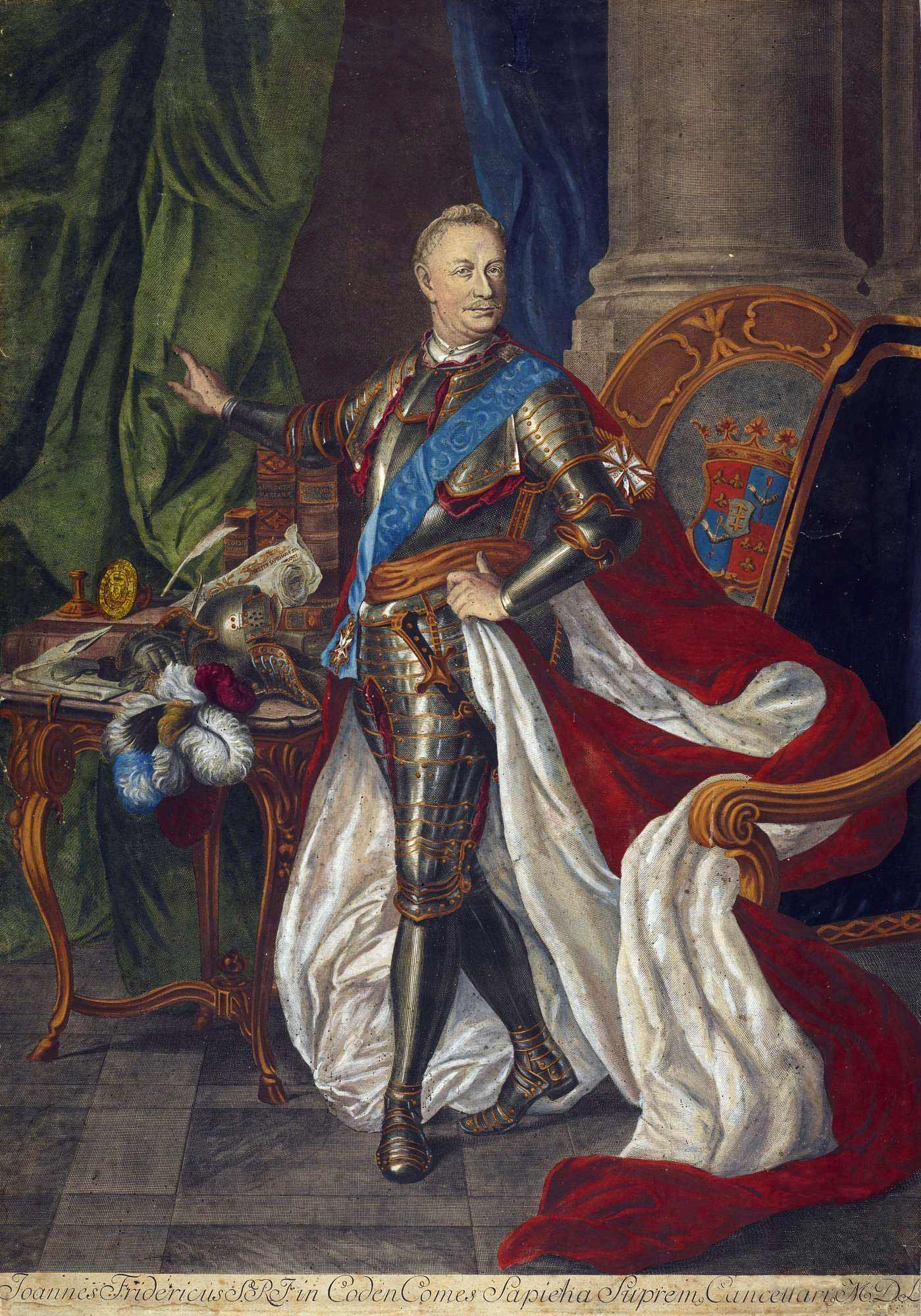
Portrait de Jan Fryderyk Sapieha, chancelier de Lituanie

Jan Fryderyk Sapieha est le fils de Kazimierz Władysław Sapieha (1650-1703) et de Franciszka Kopeć.
Il fait ses études à Brest-Litovsk, Lublin et Varsovie, puis pendant deux ans voyage à Berlin, Dresde, Prague, Vienne, Paris et peut-être en Italie. Après son retour, il fait une carrière parlementaire. En 1706, il a prend le parti de Stanislas Leszczynski. Il est à ses côtés, contre Charles XII de Suède à la bataille de Poltava. En juillet 1709 à Toruń, il rencontre Auguste II qui amnistie la famille Sapieha. Dans les années qui suivent, il poursuit sa carrière parlementaire, en reçoit, en 1726, l'ordre de l'Aigle blanc. En 1729 il est nommé maréchal de la Cour de Lituanie.
En 1733, il reconnait l'élection de Stanislas Leszczynski et signe la pacta conventa, mais gagne rapidement le parti d'Auguste III qui le nome Grand chancelier de Lituanie en 1735.
Il passe une grande partie de sa vie à Koden, dont l'église abrite une galerie de portraits de la famille Sapieha (pl).

## Mariage et descendance

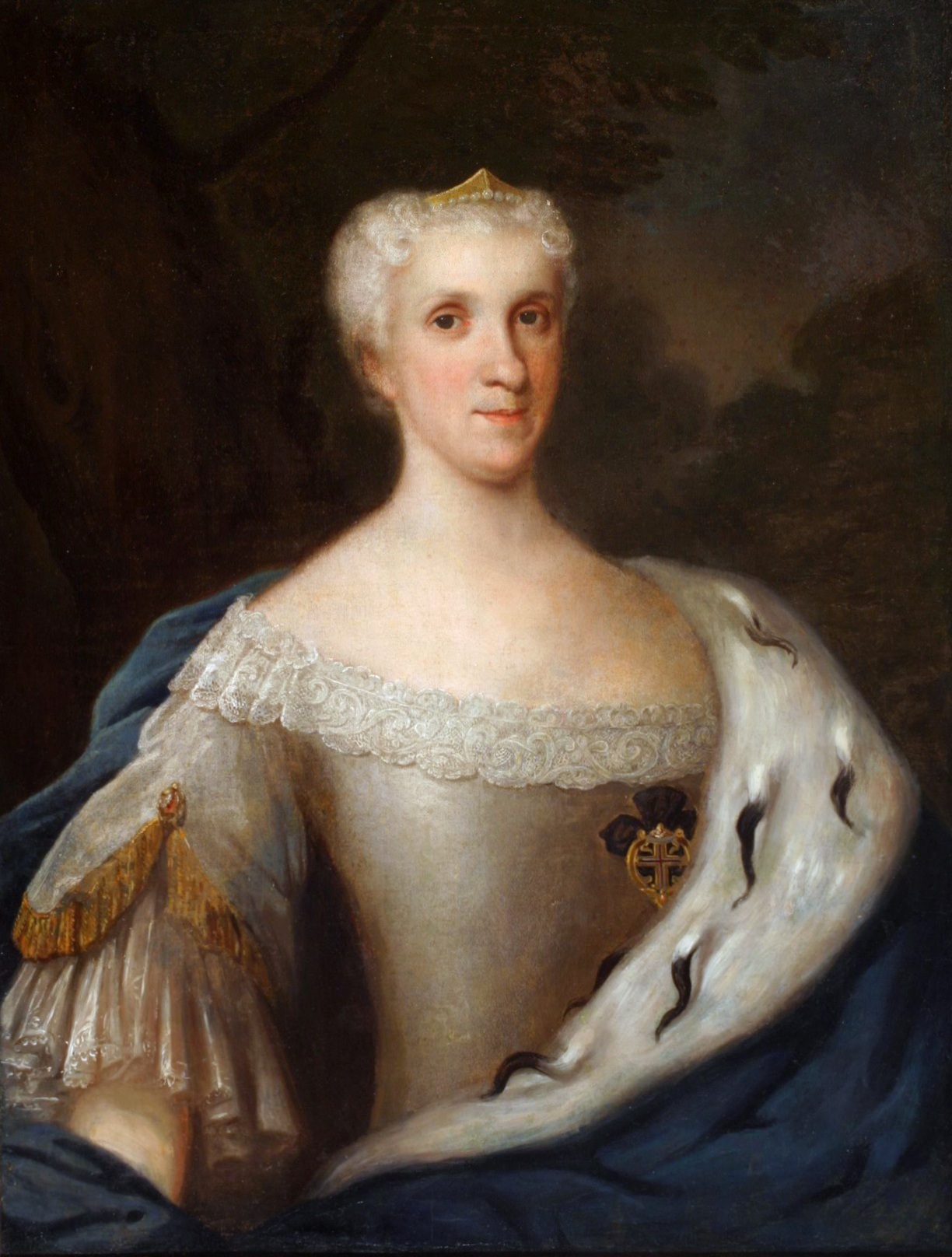
Konstancja Radziwiłłówna épouse de Jan Fryderyk Sapieha

Il épouse Konstancja Radziwiłłówna, fille de Charles Stanisław Radziwiłł et de Anne Catherine Sanguszko (en). Le couple demeure sans enfant.

## Ascendance

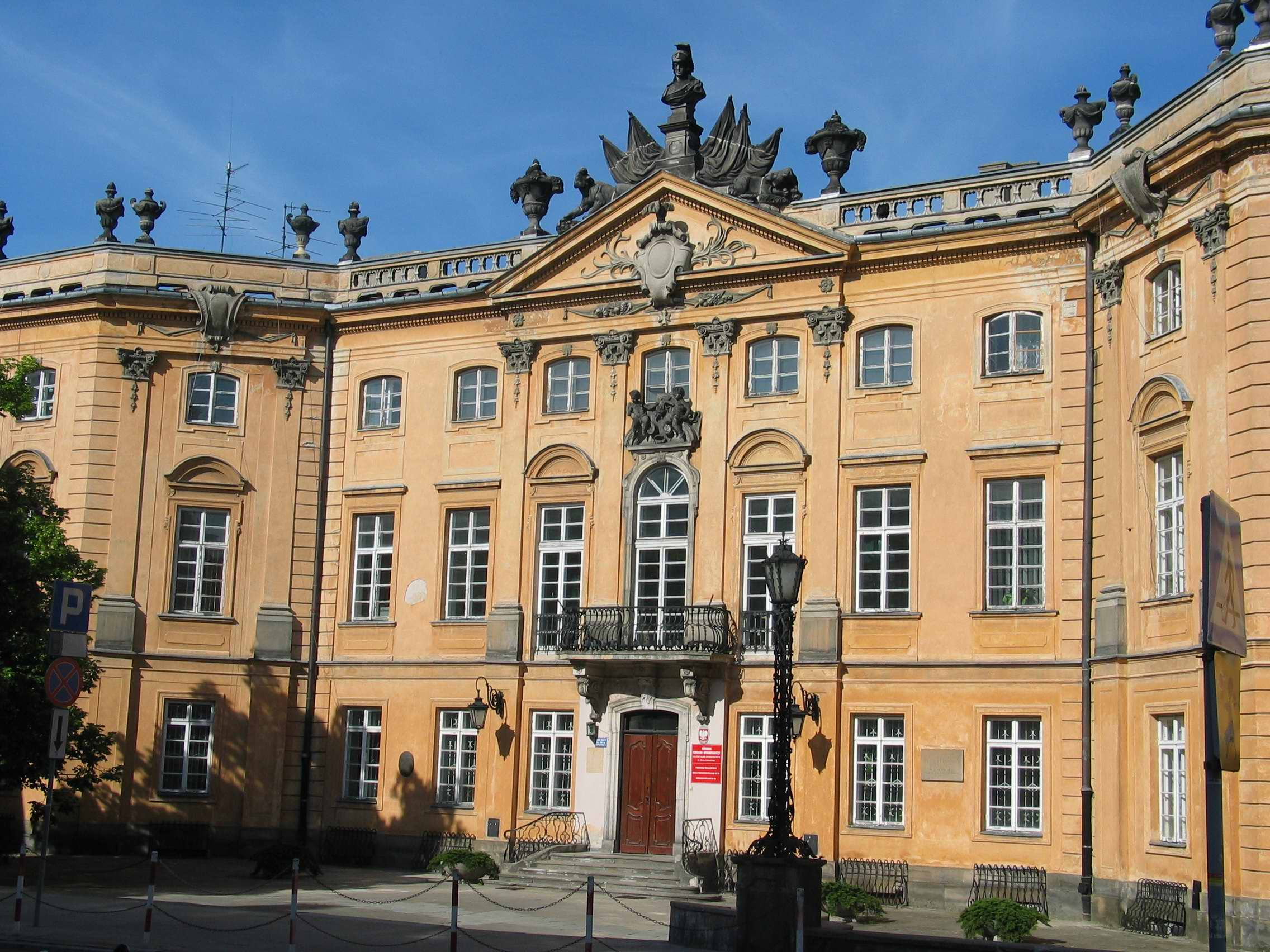
Palais Sapieha à Varsovie

## Sources
- Notices d'autorité :   - VIAF
  - ISNI
  - GND
  - Pologne
  - NUKAT

- (pl) Cet article est partiellement ou en totalité issu de l’article de Wikipédia en polonais intitulé « Jan Fryderyk Sapieha (1680-1751) » (voir la liste des auteurs).